# شور قره‌کند
شورقره‌کند یکی از روستاهای استان آذربایجان شرقی است که در دهستان ورقه بخش مرکزی شهرستان چاراویماق و در ارتفاع حدود ۱۶۰۰ متر از سطح دریا واقع شده‌است.

## موقعیت جغرافیایی
این روستا از دهستان ورقه علیا و اتوبان تبریز-زنجان به ترتیب ۱۰ و ۱۲ کیلومتر و از شهر قره آغاج ۲۰ کیلومتر فاصله دارد. از نظر موقعیت جغرافیایی با روستاهای قیه قشلاقی و حیدر آباد و سلطان آباد از سمت شمال، حسینی علیا و کلب کندی از سمت غرب، شیویار از سمت جنوب و خان خانم، نصیر آباد و احمدآباد از سمت شرق همسایه‌است. تمام زمینهای زراعی این روستا به صورت دیم بوده و اغلب به کشت گندم، جو و نخود اختصاص دارد و با داشتن بیش از سه هزار هکتار زمین زراعی، یکی از مراکز عمده تولید گندم در شهرستان چاراویماق است. شغل اصلی مردم، زراعت بوده و در کنار آن به پرواربندی گوسفند، تولید لبنیات (بویژه پنیر) با خرید شیر از روستاهای مجاور، حمل و نقل و ... اشتغال دارند.

## جمعیت
جمعیت روستا در سال ۱۳۹۵ برابر ۳۸۰ نفر بوده و بیش از چند برابر این جمعیت در طی سال‌های گذشته مهاجرت کرده و اغلب در شهرستان‌های اطراف تهران به ویژه در اسلامشهر و نسیم شهر ساکن هستند.